# استگ میوزیک
استگ میوزیک (انگلیسی: Stagg Music) شرکت تجهیزات موسیقی آمریکایی است، که در سال ۱۹۹۵ تأسیس شد.